# Faculté de médecine de l'université Paris-Saclay
La faculté de médecine de l'université Paris-Saclay est une UFR universitaire, composante de l'université Paris-Saclay. Créée par décret en 1968, la faculté de médecine Paris-Sud est installée dans l'enceinte de l'hôpital Bicêtre en 1980. Elle est l'une des sept facultés de médecine d'Île-de-France.
Elle est associée au nouveau GHU Paris-Saclay de l'AP-HP avec, entre autres, les hôpitaux Sainte-Périne, Ambroise Paré, Raymond-Poincaré, Antoine-Béclère, Bicêtre, Paul-Brousse et l'Hôpital maritime de Berck.
Depuis 2019, le GHU Paris-Saclay réunit les CHU Paris-Sud (Bicêtre, Antoine-Béclère, Paul-Brousse) et Paris-Ile-de-France-Ouest (Raymond-Poincaré, Ambroise-Paré, Sainte-Périne, Berck).
La première année (PASS) se fait à Orsay et au Kremlin-Bicetre, puis le reste des études à l'hôpital Bicêtre. L'autre option pour la première année, la LAS peut se faire à Orsay ou Nanterre.

## Campus

### Siège de la faculté et sites d'enseignement principaux
Le siège de la faculté de médecine de l'université Paris-Saclay est situé à l'hôpital Bicêtre au 63, rue Gabriel Péri au Kremlin-Bicêtre dans le Val-de-Marne. Ce site historique a vu la mise en place d'un programme de rénovation, lancé dans les années 1970, avec la construction d'un nouveau centre hospitalier universitaire (CHU) réalisé sur les plans d'André Bourdon, architecte français.
- Site d'enseignement principal à l'hôpital Bicêtre
- Site d'enseignement dans l'hôpital Paul Brousse (cinq diplômes universitaires y sont proposés[3])
- Site d'enseignement dans l'hôpital Antoine Béclère
- École des sciences du cancer de l'Université Paris-Saclay situé sur le campus de l'Institut Gustave-Roussy[4]
- École doctorale de Cancérologie, Biologie, Médecine, Santé de l'Université Paris-Saclay situé sur le campus de l'Institut Gustave-Roussy

### Hôpitaux conventionnés
- Centre hospitalier sud francilien de Corbeil-Essonnes (Essonne)
- Groupe hospitalier Nord-Essonne de Longjumeau (Essonne)
- Service hospitalier Frédéric-Joliot à Orsay (Essonne)
- Centre chirurgical Marie-Lannelongue au Plessis-Robinson (Hauts-de-Seine)
- Hôpital d'instruction des armées Percy de Clamart (Hauts-de-Seine)
- Fondation Vallée de Gentilly (Val-de-Marne)
- Hôpital américain de Paris (Paris)

### Instituts de formation en soins infirmiers rattachés
Différents instituts de formation d'infimiers sont rattachés à la faculté de médecine :

#### AP-HP
- Institut en soins infirmiers Antoine Béclère de Clamart (Essonne)
- Institut en soins infirmiers Bicêtre du Kremlin-Bicêtre (Val-de-Marne)

#### Hors AP-HP
- Institut en soins infirmiers Barthélémy Durand d'Étampes (Essonne)
- Institut en soins infirmiers de Longjumeau (Essonne)
- Institut en soins infirmiers Paul Guiraud de Villejuif (Val-de-Marne)
- Institut en soins infirmiers de Perray-Vaucluse d'Épinay-sur-Orge (Essonne)
- Institut en soins infirmiers du Centre Hospitalier Sud Francilien de Corbeil-Essonnes (Essonne)

### Hôpitaux universitaires du GHU Université Paris-Saclay de l'APHP
- Hôpital Sainte-Périne
- Hôpital Ambroise-Paré
- Hôpital Raymond-Poincaré
- Hôpital Antoine-Béclère
- Hôpital Bicêtre
- Hôpital Paul-Brousse
- Hôpital maritime de Berck.

## Formation
- Médecine (formation initiale 1er et 2e Cycle) : DFGSM2, DFGSM3 pour le premier cycle et DFASM1, DFASM2, DFASM3 pour le deuxième cycle. La PACES (Première année commune aux études de santé, DFGSM1), se déroule à la Faculté des sciences à Orsay et à la Faculté de Pharmacie à Châtenay-Malabry[2].
- Médecine (formation initiale 3e Cycle) : DES, DESC, DU
- Médecine (formation continue)
- Électroradiologie médicale à Institut de Formation de Manipulateurs en Electroradiologie Médicale du Centre Hospitalier Sud-Francilien
- Soins infirmiers dans les IFSI qui lui sont rattachés[5]

Les cursus ne sont pas encore passés au système LMD.

## Informations pratiques
- Directeur de l'UFR : Marc Humbert[6]
- Chef des services administratifs : Feryel Karroucha

L'UFR (chiffres 2020), en quelques chiffres :
- 4 800 étudiants,
- 303 enseignants hospitalo-universitaires,
- 117 personnels IATOSS,
- 27 unités de recherche
- 7 grands hôpitaux (GHU AP-HP Université Paris-Saclay) et 7 hôpitaux conventionnés de l'Essonne et du Val-de-Marne
- 7 IFSI rattachés dans l'Essonne et le Val-de-Marne au sein d'un département universitaire de formation en soins infirmiers (DUFSI)
- 104 diplômes d'université

## Vie étudiante
Le bureau des étudiants (BDE) se nomme l’OKB (Organisation des Karabins de Bicètre) organisée autour de 7 pôles qui par leurs différents projets sont au cœur de la vie étudiante de la faculté de médecine du Kremlin-Bicêtre.

La réplique culte des étudiants de la faculté est : KB TE COUCHE